# Michael Mulhall

Wappen von Michael Mulhall

Wappen von Michael Mulhall

Michael Mulhall (* 25. Februar 1962 in Peterborough) ist ein kanadischer Geistlicher und römisch-katholischer Erzbischof von Kingston.

## Leben
Michael Mulhall empfing am 2. Juli 1989 die Priesterweihe.
Papst Benedikt XVI. ernannte ihn am 30. Juni 2007 zum Bischof von Pembroke. Die Bischofsweihe spendete ihm der Apostolische Nuntius in Kanada, Luigi Ventura, am 24. August desselben Jahres; Mitkonsekratoren waren Terrence Thomas Prendergast SJ, Erzbischof von Ottawa, und Nicola de Angelis CFIC, Bischof von Peterborough.
Papst Franziskus ernannte ihn am 28. März 2019 zum Erzbischof von Kingston. Die Amtseinführung fand am 3. Mai desselben Jahres statt.